# Dèdales
Les Dèdales (en grec antic: Δαίδαλα) eren unes festes celebrades a Beòcia en honor d'Hera. El festival se celebrava només una vegada cada set anys, si fa no fa.
L'origen i forma de celebració és coneguda gràcies a Pausànies: Hera, molesta amb Zeus per algun motiu, es va retirar a Eubea, i com que el déu no podia convèncer-la perquè tornés, va anar a visitar Citeró, rei de Platea, que li va aconsellar que fes una imatge de fusta i la vestís, posant-la en un carro estirat per bous, i que digués que es casava amb Platea, la filla del riu Asop. Zeus ho va fer així, i quan Hera ho va saber es va acostar al carro trencant el vestit de la imatge. Va veure que era de fusta i es va reconciliar amb Zeus. Per aquesta reconciliació se celebraven les festes de les Dedàlies, atès que les estàtues de fusta s'anomenaven dèdales.
A Platea se celebrava també unes festes dites «Petites Dedàlies»: no lluny de la ciutat hi havia un bosc d'alzines, les més grans de tota Beòcia, i els habitants de Platea anaven a aquest bosc on deixaven al peu dels arbres bocins de carn cuita. No es preocupaven dels altres ocells, però vigilaven els corbs, que hi anaven amb freqüència. Miraven de quin arbre agafaven la carn i el tallaven, i en feien la dèdala, la imatge de fusta. Per la seva banda, cada seixanta anys se celebraven unes «Grans Dedàlies», perquè durant aquest temps els habitants de Platea van deixar de celebrar la festa, quan es trobaven a l'exili. Es recollien catorze figures de fusta que havien estat preparades per Platea durant les petites Dedàlies.
Aquestes imatges recollides se les repartien per sorteig les diverses ciutats beòcies que hi participaven: Platea, Coronea, Tèspies, Tànagra, Queronea, Orcomen, Lebadea, i Tebes. Portaven cadascuna la seva imatge a la riba del riu Asop i la posaven sobre un carro on també anava una núvia, i sortejaven l'ordre de la processó. Després conduïen els carros del riu fins al cim del mont Citeró, on hi havia un altar preparat amb troncs i llenya. Cada ciutat sacrificava una vaca a Hera i un toro a Zeus, i cremaven les víctimes mullades de vi i cobertes d'encens i les dèdales al mateix temps sobre l'altar, i també les ofrenes del poble fins que es consumia tot. Pausànies diu que el foc era enorme i es veia des de molt lluny.